# Jason Zucker
Jason Alan Zucker, född 16 januari 1992, är en amerikansk professionell ishockeyspelare som spelar för Pittsburgh Penguins i NHL.
Han har tidigare spelat på NHL-nivå för Minnesota Wild.
Zucker draftades i andra rundan i 2010 års draft av Minnesota Wild som 59:e spelare totalt.